# Jerry Lewis (homme politique)
Pour les articles homonymes, voir Jerry Lewis (homonymie) et Lewis.
Charles Jeremy Lewis dit Jerry Lewis, né le 21 octobre 1934 à Seattle et mort le 15 juillet 2021 à Redlands (Californie), est un homme politique américain membre du Parti républicain. Il est représentant des États-Unis de 1979 à 2013, successivement élu dans les 37e, 35e, 40e et 41e districts de Californie.